# Голозойный способ питания
Голозойный способ питания (от др.-греч. ολο — «весь» и ζῷον — «животное») — питание твёрдыми пищевыми частицами (органической пищей) посредством их захвата внутрь тела организма, которые затем перевариваются и всасываются в пищеварительной системе. Один из видов гетеротрофного питания. Этот способ свойствен большинству животных и насекомоядным растениям. У животных метод предполагает наличие фагоцитоза, когда клеточные мембраны полностью окружают частицы пищи. Противопоставляется голофитному или осмотрофному способу.
Голозойное питание включает следующие процессы:
1. Заглатывание (захват) пищи.
2. Переваривание: механическое (например, разрушение пищи зубами) и химическое (при помощи ферментов). Переваривание может осуществляться как вне клетки, так и внутри её.
3. Всасывание – перенос полученных при расщеплении питательных веществ молекул в ткани.
4. Ассимиляция (усвоение) – использование поглощённых молекул для обеспечения веществами и энергией органов и тканей.
5. Экскреция (выделение) – вывод из организма непереваренных остатков пищи и конечных продуктов обмена.